# Diméthachlore
Le diméthachlore est un herbicide sélectif de la famille des chloroacétanilides. Il a une persistance d'à peu près 2 mois. On le trouve mélangé à d'autres principes actifs comme le clomazone.